# Кондратьев, Александр Яковлевич
Александр Яковлевич Кондра́тьев (22 августа 1918, Переславский район Ярославской области — 29 февраля 2000) — полный кавалер ордена Славы; участник Великой Отечественной войны — сапёр.

## Биография
Родился 22 августа 1918 года в деревне Самарово ныне Переславского района Ярославской области, в семье крестьянина. Русский. Член КПСС с 1944 года. Окончил 5 классов. Работал пастухом в колхозе, кочегаром на прядильно-трикотажной фабрике в городе Переславль-Залесский, на Берендеевском торфопредприятии.
В Красной Армии и на фронте в Великую Отечественную войну с июня 1941 года.
Сапер 103-го отдельного сапёрного батальона (53-я стрелковая дивизия, 7-я гвардейская армия, 2-й Украинский фронт) рядовой Кондратьев 21 марта 1944 года в районе деревни Моровка (15 км южнее Кировограда) проделал проход в минных заграждениях противника и выявил несколько минных полей врага. 31 марта 1944 года награждён орденом Славы 3 степени.
Командир сапёрного отделения того же батальона младший сержант Кондратьев к середине апреля 1944 года установил 250 мин, прикрывая позиции своих войск. 20 августа 1944 года, командуя отделением, проделал 4 прохода в минных полях врага в районе населённого пункта Белчестий (ныне Белчешти, Румыния). 18 сентября 1944 года награждён орденом Славы 2 степени.
Сержант Кондратьев 30 октября 1944 года в бою у города Сольнок (Венгрия) с подчинёнными снял много мин. В районе населённого пункта Хелемба (Чехословакия) на реке Ипель 23 декабря 1944 года под огнём руководил строительством плотов, оборудованием пристани. Переправил с отделением 120 бойцов. 28 апреля 1945 года награждён орденом Славы 1 степени.
Награждён орденом Отечественной войны 1 и 2 степени, медалями. В 1945 году старшина Кондратьев демобилизован.
Работал на прядильно-трикотажной фабрике «Красное эхо» в Переславле-Залесском. В 1951 году переехал в Москву, работал слесарем на заводе.
Умер 29 февраля 2000 года. Похоронен в Москве на Митинском кладбище.